# Slovenski narodni varnostni zbor
Slovenski Narodni Varnostni Zbor - SNVZ, je bil pomožna policijska sila nemškega okupatorja Italije in njenega območja Julijske krajine. Ustanovljen je bil več kot dva meseca po kapitulaciji Italije in sicer 12. novembra 1943 leta v Trstu - Trieste. Za inšpektorja je bil imenovan polkovnik Anton Kokalj. Zaradi pomanjkanja vojaštva so se Nemci pragmatično in v skladu z določbami mednarodnega vojnega prava poslužili določb, ki dovoljujejo prepustiti nekaj uprave in skrb za red in varnost domačim enotam. Tako so dovolili ustanovitev naslednjih enot : SNVZ, Milizia per la difesa teritoriale - MDT in v Trstu Guardia Civica.
Slovenski narodni varnostni zbor je bil ustanovljen z namenom,da bi ohranjal red in mir med prebivalstvom. Številčnost pripadnikov SNVZ so ovirale predvsem nemške mobilizacije.
SNVZ je deloval na območju italijanske države - Julijske krajine. SNVZ je postal operativen februarja meseca 1944 leta. 
Stražarji so vzdrževali red in javno varnost v naseljih kjer so ustanovili postojanke, patruljirali, izvajali preiskave, aretirali oborožene civiliste, stražili objekte posebnega pomena za normalno življenje prebivalstva, kot so pošte, železnice, prometne poti, banke, vodne črpalke, bolnice ...itd !
Pripadniki SNVZ niso nikoli nikomur prisegli niti dajali kakršnekoli zaobljube ali izjave - v tem se razlikujejo od ostalih domobrancev v takrat okupirani Jugoslaviji. 
2. novembra 1943 se je polkovnik Anton Kokalj sestal z generallajtnantom Odilom Globocnikom, kateri mu je ponudil ustanovitev SNVZ.
12. novembra 1943 je generallajtnant Odilo Globocnik tudi formalno potrdil ustanovitev SNVZ in za inšpektorja določil Antona Kokalja.
26. novembra 1943 je generallajtnant Odilo Globocnik Kokalju dostavil akt o ustanovitvi in organiziranosti SNVZ ( 61 / 60 - Tgb 790 / 43, AZ 1093 ) v katerem je navedeno:
1. Inšpektor deželne varnosti je polkovnik Anton Kokalj
2. Neposredno nadrejen inšpektorju je generallajtnant Odilo Globocnik
3. Varnostni zbor mora vzpostaviti varnostno organizacijo in skrbeti za red in mir
4. Krajevna varnostna edinica opravlja varnostne naloge v kraju kjer je bila ustanovljena
5. Krajevne edinice se združujejo v varnostne skupine, skupine pa v pokrajinske odseke skupin
6. Častniški in podčastniški kader se bo vežbal v rekrutni šoli, častniki 6 tednov in podčastniki 3 tedne
7. Pripadniki varnostnega zbora bodo imeli svojo uniformo, svoje oznake in svojo oborožitev
8. Narodnostna sestava varnostnega zbora je načeloma ene narodnosti
9. Varnostni zbor nosi odgovornost za red in mir med prebivalstvom
10. V kraju kjer bo SNVZ dosegel organiziranost in številčnost s katero bo jamčil red in mir, bodo v najkrajšem času odstranjene druge enote
11. Uradni sedež SNVZ je Trst.
12. Za oborožitev pripadnikov SNVZ bo izdal ustrezni predpis poveljnik redarstvene policije
13. Za materialno in finančno poslovanje SNVZ je pristojen višji policijski vodja
14. Poveljnik redarstvene policije bo čim prej inšpektorju dostavil organizacijska in materialna pravila
15. Inšpektor Kokalj dostavi osnutek organizacije SNVZ in predlog kazenskih odredb Globocniku. 
Sedež štaba je bil v vili, ulica Monte Cengio številka 5, Trst - Trieste !
Vojašnico je imel SNVZ v Trstu pri Sv. Ivanu , kjer je bil tudi sedež rekrutne šole. V Gorici - Gorizia pa v Rimski ulici.
OSS obveščevalec v svojem poslanem poročilu z dne 9.maja 1944 , nadrejenim, poroča o 3.620 stražarjih v enotah SNVZ.
- E 144, B 80, F 822, OSS U.S. Army Forces in the ME - H. Louis Kostanick for Wm. Langer. 
Inšpektor - polkovnik Anton Kokalj - od 9. februarja 1945 poveljnik, načelnik štaba - Stotnik Franjo Dolinšek: kasneje - Major Rudolf Wagner, 
Adjutant inšpektorja - podpolkovnik Janko Ahačič , kasneje - Podpolkovnik Rudolf Ferenčak, oficir za zvezo z nemškim poveljstvom - Poročnik dr. Vladimir Pezdirc.
Poveljnik rekrutne šole - Stotnik Radivoj Fajdiga. Čini počastnikov in častnikov:
1. Podčastniki : stražar, kaplar, podnarednik, narednik, višji narednik, štabni narednik
2. Častniki : poročnik, nadporočnik, stotnik, major, podpolkovnik, polkovnik
V SNVZ je pristopilo nad 250 častnikov in podčastnikov.
Od tega več kot 50 intelektualcev, med njimi tudi doktorji znanosti. 
1. Obveščevalni oddelek poveljnik - Stotnik Jože Majce
2. Propagandni oddelek - Stotnik dr. Ignacij Kunstelj
2.2 Odsek za radio - Poročnik prof. Karlo Rakovec
3.Sodnopravni oddelek - Stotnik Egon Stare
3.1 Evidenčni odsek - Stotnik Ludvik Gračner
4. Kulturno pollitični oddelek - dr. Ivan Martelanc
4.1. Duhovnijski odsek SNVZ - dr. Vladimir Komac
5. Oborožitveni oddelek - Poročnik Ivan Šmid
6. Gospodarski oddelek - Major Franc Cokan
6.1 Materialni odsek - Major Lovro Treo
6. Bolnica SNVZ - dr. Aleksander Ferenčak - ustanovljena v ulici Cologna številka 5, Trst , konec aprila 1944 leta.
7. Policija SNVZ - Poveljnik Stotnik dr. Jože Kovačič
Kraji, kjer so bile ustanovljene policijske postojanke SNVZ : 
- Ajdovščina
- Col
- Črni Vrh nad Idrijo
- Dornberk
- Gorica
- Grahovo ob Bači
- Otlica
- Postojna
- Prestranek
- Tolmin
- Veharše

SNVZ pa je imel tudi določene kulturno poslanstvo, tako se je v Gorici uporabljala slovenščina in po dolgih letih ponovno odprla slovenska gimnazija. Izdajali so tudi slovenske časopise.